# گنچووتسی (تریاونا)
گنچووتسی (به بلغاری: Genchovtsi) یک منطقهٔ مسکونی در بلغارستان است که در تریاونا واقع شده‌است.